# Mondialisation du tourisme
 (juin 2024).
La mise en forme du texte ne suit pas les recommandations de Wikipédia : il faut le « wikifier ».
Les points d'amélioration suivants sont les cas les plus fréquents :
- Les titres sont pré-formatés par le logiciel. Ils ne sont ni en capitales, ni en gras.
- Le texte ne doit pas être écrit en capitales (les noms de famille non plus), ni en gras, ni en italique, ni en « petit »…
- Le gras n'est utilisé que pour surligner le titre de l'article dans l'introduction, une seule fois.
- L'italique est rarement utilisé : mots en langue étrangère, titres d'œuvres, noms de bateaux, etc.
- Les citations ne sont pas en italique mais en corps de texte normal. Elles sont entourées par des guillemets français : « et ».
- Les listes à puces sont à éviter, des paragraphes rédigés étant largement préférés. Les tableaux sont à réserver à la présentation de données structurées (résultats, etc.).
- Les appels de note de bas de page (petits chiffres en exposant, introduits par l'outil «  Source ») sont à placer entre la fin de phrase et le point final[comme ça].
- Les liens internes (vers d'autres articles de Wikipédia) sont à choisir avec parcimonie. Créez des liens vers des articles approfondissant le sujet. Les termes génériques sans rapport avec le sujet sont à éviter, ainsi que les répétitions de liens vers un même terme.
- Les liens externes sont à placer uniquement dans une section « Liens externes », à la fin de l'article. Ces liens sont à choisir avec parcimonie suivant les règles définies. Si un lien sert de source à l'article, son insertion dans le texte est à faire par les notes de bas de page.
- La présentation des références doit suivre les conventions bibliographiques. Il est recommandé d'utiliser les modèles {{Ouvrage}}, {{Chapitre}}, {{Article}}, {{Lien web}} et/ou {{Bibliographie}}. Le mode d'édition visuel peut mettre en forme automatiquement les références.
- Insérer une infobox (cadre d'informations à droite) n'est pas obligatoire pour parachever la mise en page.

Pour une aide détaillée, merci de consulter Aide:Wikification.
Si vous pensez que ces points ont été résolus, vous pouvez retirer ce bandeau et améliorer la mise en forme d'un autre article.
Le tourisme est traversé par la mondialisation, dans le sens où les activités touristiques sont une économie sujette à la mondialisation.

## Les tours touristiques
Ils sont dominés par quelques entreprises de réservation, : Viator, GetYourGuide, Civitatis, Wonderbox, Trip Advisor. Ou sont directement gérés par des compagnies de transport : City Sightseeing, Big Bus.

## L'hébergement
Il est aussi dominé par quelques entreprises, telles que Expedia, booking.com, Airbnb,, qui contribuent à airbnbiser les villes.

## Les musées et divertissements
Les musées ont une tendance à développer des annexes de par le monde, tels que le Louvre, Centre Pompidou ou Guggenheim. Donc pas seulement les parcs d'attraction ou à thème comme Disneyland, le Puy du fou, Legoland, Sealife.
Certains musées thématiques se développent de par le monde, surfant sur l'expérience du visiteur, sur le thème des illusions d'optique par exemple, par le biais de la franchise. Ou encore les musées de cire, tels que Madame Tussaud et le Musée Grévin,.
L'expérience peut aussi être immersive, telle que celle de l'Atelier des lumières,, ou sur des thèmes atypiques comme l'histoire (DDR Museum, Budapest Retro, Musée des cellules du KGB), ou encore le divertissement comme les musées du selfie,, célébrant l'instagramisation du monde, sillonnent également le monde, de ville en ville.

## Les tournages
L'affluence touristique est sujette à la popularisation de lieux au travers de films et séries ou encore des documentaires. Les fans allant sur la trace des personnages qu'ils suivent. Cela donne lieu à un tourisme audiovisuel ou ciné tourisme, de par la notoriété mondale des productions.

## Sources
1. ↑  Vincent Coëffé, Hélène Pébarthe et Philippe Violier, « Mondialisations et mondes touristiques », L'Information géographique, vol. 71, no 2,‎ 2007, p. 83–96 (ISSN 0020-0093, DOI 10.3917/lig.712.0083, lire en ligne, consulté le 22 juin 2024)
2. ↑  « B) La mondialisation du tourisme », sur Phpi (consulté le 22 juin 2024)
3. ↑  Sylvie Brunel, « Tourisme, la mondialisation pacifique », sur www.scienceshumaines.com (consulté le 22 juin 2024)
4. ↑  Adeline, « 5 applications pour réserver visites et activités partout dans le monde », sur Voyages etc..., 14 septembre 2022 (consulté le 22 juin 2024)
5. ↑  Laura K, « Voici les meilleurs sites et applications pour trouver des activités », sur RoundTrip, 7 avril 2021 (consulté le 22 juin 2024)
6. ↑  « AIRBNB, Un vecteur de la mondialisation », sur AIRBNB, Un vecteur de la mondialisation, 4 février 2019 (consulté le 22 juin 2024)
7. ↑  Victor Piganiol, « Airbnb ou la géopolitique (mondialisée) d’un hébergement touristique contesté. De la disruption magnifiée aux conflictualités généralisées... », Via . Tourism Review, no 19,‎ 26 juillet 2021 (ISSN 2259-924X, DOI 10.4000/viatourism.6948, lire en ligne, consulté le 22 juin 2024)
8. ↑  Luc Béal et Laurent Bougras, « Plus fort que l’ubérisation, l’airbnbisation des territoires ? », sur Libération (consulté le 22 juin 2024)
9. ↑  « Paradox Muséum, le seul musée qui vous retourne le cerveau ! », sur CultureLLes, 18 mai 2023 (consulté le 18 juillet 2024)
10. ↑  « Musée des Illusions : un musée qui porte bien son nom ? », sur formation-exposition-musee.fr (consulté le 22 juin 2024)
11. ↑  Ecrit par admin, « Le réseau Musée des Illusions prévoit l’ouverture de 18 nouveaux lieux dans le monde en 2024 », sur Club Innovation & Culture CLIC France, 16 janvier 2024 (consulté le 22 juin 2024)
12. ↑  « Le musée Grévin a la tête à l'international », sur Les Echos, 19 avril 2013 (consulté le 22 juin 2024)
13. ↑  « Le Musée Grévin veut conquérir le monde avec ses figures de cire », Le Monde.fr,‎ 31 mai 2010 (lire en ligne, consulté le 22 juin 2024)
14. ↑  « Comment l'Atelier des lumières a posé ses projecteurs à New York », sur Les Echos, 16 septembre 2022 (consulté le 22 juin 2024)
15. ↑  Ecrit par admin, « Après les Baux de Provence et Paris, Culturespaces installera en 2020 à Bordeaux les “Bassins des Lumières” à Bordeaux », sur Club Innovation & Culture CLIC France, 1er novembre 2018 (consulté le 22 juin 2024)
16. ↑  (en) « Izgalmas interaktív időutazás Budapest belvárosában. Járőrözz igazi Lada rendőrautóval, vezesd a Híradó műsorát, légy részese Farkas Bertalan űrutazásának. És ez csak néhány a több ezer különleges tárgyat bemutató, 3 szintes létesítmény számtalan élménye közül. », sur bpretro.com (consulté le 22 juin 2024)
17. ↑  Clémentine Ponsin, « ICONIC Selfie Studio : ce temple du selfie éphémère quittera bientôt Paris », sur Paris Secret, 5 octobre 2023 (consulté le 22 juin 2024)
18. ↑  « Iconic Selfie Studio : un nouveau lieu déjanté pour prendre vos plus beaux selfies à Paris ! - Arts in the City », 2 novembre 2023 (consulté le 22 juin 2024)
19. ↑  « Quand Instagram détruit la nature et l'expérience », sur RTBF (consulté le 18 juillet 2024)
20. ↑  Blois Capitale, « Comment séries et cinéma peuvent promouvoir les attraits touristiques », sur Blois Capitale Agglopolys, 2 juillet 2024 (consulté le 18 juillet 2024)
21. ↑  Juliette Baëza, « Les séries et les films, des «sources d'inspiration» pour les touristes », sur Slate.fr, 11 juillet 2024 (consulté le 18 juillet 2024)
22. ↑  GEO avec AFP, « Tourisme et séries audiovisuelles, une recette à succès », sur Geo.fr, 13 juin 2022 (consulté le 18 juillet 2024)
23. ↑  « La tendance du ciné-tourisme, ou comment les séries et les films influent sur nos destinations de vacances », sur Cosmopolitan.fr, 16 avril 2024 (consulté le 18 juillet 2024)